# Slavko Dujić
Slavko Dujić (Knin, Kroatië, 5 januari 1959) is een Kroatisch-Nederlandse kunstschilder.   
Hij studeerde geschiedenis en geografie aan de afdeling Pedagogische Academie bij de Universiteit Banja Luka. Hij studeerde Schilderkunst aan de Stedelijke Academie voor Schone Kunsten te Hasselt en hij is gespecialiseerd in abstracte kunst.
Hij is lid van Beroepsvereniging van Beeldende Kunstenaars BBK in Nederland en hij is lid van club Euro-Talents, initiatief voor promotie Europeaanse kunstenaars in Europa en de wereld en hij exposeert regelmatig in Nederland, België en Frankrijk.